# 橋本市民病院
橋本市民病院（はしもとしみんびょういん）は、和歌山県橋本市にある医療機関。橋本市病院事業の設置等に関する条例により設置された市立の病院である。地域がん診療連携拠点病院の承認を受けるほか、和歌山県の災害拠点病院、臨床研修病院、へき地医療拠点病院などの指定を受けている。

## 沿革
- 1947年（昭和22年） - 組合立国保橋本病院が開院[1]。
- 1952年（昭和27年） - 火災により全館焼失[1]。
- 1953年（昭和28年） - 橋本市東家に再建開設[1]。
- 1963年（昭和38年） - 国保橋本市民病院として事業開始[1]。
- 1997年（平成9年） - 災害拠点病院に指定[1]。
- 2003年（平成15年） - 臨床研修指定病院に指定[1]。
- 2004年（平成16年） - 橋本市小峰台に新築移転[1]。
- 2007年（平成19年） - がん診療連携拠点病院に指定[1]。

## 診療科
- 内科[2]
- 消化器内科[2]
- 呼吸器内科[2]
- 循環器内科[2]
- 腎臓内科[2]
- 小児科[2]
- 外科[2]
- 乳腺外科[2]
- 整形外科[2]
- 脳神経外科[2]
- 呼吸器外科[2]
- 心臓血管外科[2]
- 皮膚科[2]
- 泌尿器科[2]
- 産婦人科[2]
- 眼科[2]
- 耳鼻咽喉科[2]
- 放射線科[2]
- 麻酔科[2]
- 心療内科[2]
- リハビリテーション科[2]
- 歯科口腔外科[2]
- 病理診断科[2]
- 救急科[2]

## 交通アクセス
- 南海りんかんバス橋本市民病院前停留所（バスは敷地内に停車）
  - 南海高野線林間田園都市駅前から約15分
  - 南海・JR橋本駅前から55系統に乗車し約20分
- 南海・JR橋本駅より送迎バスで18分

## 不祥事・医療ミス・医療事故
- 2020年4月 - 女性看護師（42歳）が、4月20日、交通事故で脳内出血・意識不明・重体となった男性患者（60代）を高度治療室に搬送。男性は現金17万8,500円などを所持していた。同25日に5階西病棟に移動した際、現金＆所持品をナースステーションの看護師長室のロッカーに施錠保管した。男性は手当て及ばず5月23日死亡。橋本警察署に連絡したが、その際、保管していた男性の財布の17万8,500円の中から、17万円が無くなっていることが判明。翌24日に同署へ被害届を提出するとともに、家族に謝罪した。女性看護師は29日、警察の事情聴取を受け、病院に戻った後、病院関係者に窃盗事実を認める発言をした。同病院では原則として「患者の現金や貴重品を預からない」ことにしているが、今回、患者が意識不明・重体のうえ、家族が遠方にいて、体調不良という事情もあり、どうしても保管せざるを得ない特別ケースとなった。女性看護師は、男性患者が入院した際、その都度交替する「リーダー看護師」として、看護師長室のロッカーキーを保管。やがて犯行に及んだとのこと。橋本警察署は、女性看護師を窃盗の容疑で逮捕した。病院は5月30日、女性看護師を同日付で懲戒免職処分にした[3]。